# San Giovanni d’Antro
San Giovanni d’Antro – jaskinia krasowa w północno-wschodnich Włoszech, w Alpach Julijskich.
W San Giovanni d’Antro występuje bogata szata naciekowa oraz ciek wodny.